# ウェルンホフェリア
ウェルンホフェリア（学名 Wellnhoferia　ペーター・ヴェルンホファーへの献名）は、ドイツから発見され、アーケオプテリクスに近縁な後期ジュラ紀に生息した鳥に似た恐竜の属。ウェルンホフェリアはアーケオプテリクスに似ているが、アーケオプテリクスよりも尾が短く、足の第4趾が短かった。ポーランド、ヴロツワフ大学動物研究所のアンジェイ・エルザノフスキーは、その違いが「個体差ではなく系統的減少」によるものであると断定した。

ウェルンホフェリア(オレンジ)とアーケオプテリクス4種とヒトとの大きさの比較図

1960年代にドイツのアイヒシュテット近郊で発見され、1988年にヴェルンホファーによってアーケオプテリクスの標本として記載され、現在はゾルンホーフェンのビュルガーマイスター・ミュラー博物館に所蔵されている。もともとアマチュアコレクターによってコンプソグナトゥスとして分類されていた。
エルザノフスキーはウェルンホフェリアとアーケオプテリクスの間に大きな違いがあることを発見したが、メイヤーらによる2007年の研究では、ウェルンホフェリアはアーケオプテリクスの1標本であると結論づけた。一方で、センターとロビンスによる2003年の論文では、エルザノフスキーによる新属の命名が支持された。